# Peckia villegasi
Peckia villegasi är en tvåvingeart som beskrevs av Carroll William Dodge 1966. Peckia villegasi ingår i släktet Peckia och familjen köttflugor.
Artens utbredningsområde är Venezuela. Inga underarter finns listade i Catalogue of Life.